# 三道镇 (拜泉县)
三道镇，是中华人民共和国黑龙江省齐齐哈尔市拜泉县下辖的一个乡镇级行政单位。

## 行政区划
三道镇下辖以下地区：
合心村、利华村、革心村、富业村、久胜村、众心村、群心村、华光村、战斗村、向荣村、和乐村、竞业村、保民村、自由村和组织村。